# Équipe de Slovaquie de Coupe Davis
L'équipe de Slovaquie de Coupe Davis représente la Slovaquie à la Coupe Davis. Elle est placée sous l'égide de la Fédération slovaque de tennis.

## Historique
Créée en 1994, à la suite de la scission de la Tchécoslovaquie en 1992, l'équipe de Slovaquie de Coupe Davis a réalisé sa meilleure performance en atteignant la finale de la compétition en 2005 contre l'équipe de Croatie de Coupe Davis qui la bat 3-2.

## Joueurs de l'équipe
Les chiffres indiquent le nombre de matchs joués
- Lukáš Lacko
- Dominik Hrbatý
- Filip Polášek
- Michal Mertiňák
- Martin Kližan